# Тримеперидин
Тримеперидин (Промедол) — синтетичний лікарський засіб, що належить до групи наркотичних анальгетиків та є похідним фенілпіперидину, що має анальгетичну, спазмолітичну, протишокову та снодійну дію, та застосовується перорально та парентерально. Тримеперидин розроблений у СРСР на початку 1950-х років під час досліджень іншого лікарського препарату — петидину.

## Фармакологічні властивості
Тримеперидин — синтетичний лікарський засіб, що належить до групи наркотичних анальгетиків та є похідним фенілпіперидину. Механізм дії препарату полягає у стимулюванні μ-, δ- і κ-підвидів опіатних рецепторів. Тримеперидин активує ендогенну антиноцицептивну систему та порушує міжнейронну передачу імпульсів на різних рівнях ЦНС, а також змінює емоційне забарвлення болю. Під дією тримеперидину відбувається спінальна та супраспінальна анальгезія, пригнічення дихання, збудження центрів блукаючого нерва, седативний ефект, міоз. Застосування тримеперидину призводить до ейфорії, викликає звикання та фізичну залежність. Меншою мірою, ніж морфін, пригнічує дихальний центр, а також збуджує центри блукаючого нерву і блювотний центр. Тримеперидин має спазмолітичну дію на гладку мускулатуру внутрішніх органів (крім міометрію), сприяє розкриттю шийки матки під час пологів, підвищує тонус і посилює скорочення міометрію.

### Фармакодинаміка
Тримеперидин швидко всмоктується у кров при будь-якому способі введення. При підшкірному та внутрішньом'язовому введенні максимальна концентрація в крові препарату досягається протягом 10–20 хвилин, при прийомі всередину максимальна концентрація у крові досягається пізніше. Тримеперидин добре зв'язується із білками плазми крові. Тримеперидин добре проникає через гематоенцефалічний бар'єр. Метаболізується препарат у печінці з утворенням неактивних метаболітів. Виводиться тримеперидин з організму нирками у вигляді метаболітів. Період напіввиведення препарату складає менш як 2 години (через 2 години після внутрішньовенного введення у плазмі спостерігається лише сліди препарату, при внутрішньом'язовому або підшкірному введенні дія препарату триває 3–4 години), може спостерігатись подовження цього часу при печінковій та нирковій недостатності.

## Показання до застосування
Тримеперидин застосовується при вираженому больовому синдромі при злоякісних пухлинах; опіках; важких травмах; інфаркті міокарду; кардіогенному шоці; стенокардії; розшаровуючій аневризмі аорти; тромбоемболії легеневої артерії або тромбоемболії артерій кінцівок; гострому перикардиті; тромбозі ниркової артерії; спонтанному пневмотораксі; повітряній емболії; гострому плевриті; набряку легень; гострих невритах; сторонньому тілі сечового міхура, прямої кишки, уретри; парафімозі; гострому простатиті; спазмах гладкої мускулатури внутрішніх органів і кровоносних судин (у тому числі при виразковій хворобі шлунка і дванадцятипалої кишки, кишкових, печінкових і ниркових коліках, дискінетичних запорах); при отруєннях атропіном, барбітуратами, барієм, бензином, борною кислотою, міцними кислотами, чадним газом, скипидаром, формаліном; при укусах змій та каракурта; для премедикації до операції та під час наркозу; як протишоковий засіб; для знеболення і стимуляції під час пологів; при високому рівні гарячці.

## Побічна дія
При застосуванні тримеперидину можливі наступні побічні ефекти:
- Алергічні реакції — нечасто (0,1–1 %) набряк Квінке, бронхоспазм, ларингоспазм; рідко (0,01–0,1 %) висипання на шкірі, свербіж шкіри, кропив'янка.
- З боку травної системи — часто (1–10 %) нудота, блювання, запор; нечасто (0,1–1 %) спазм жовчовивідних шляхів, сухість в роті; рідко (менше 0,1 %) паралітична кишкова непрохідність та токсичний мегаколон.
- З боку нервової системи — часто (1–10 %) запаморочення, слабість, сонливість; нечасто (0,1–1 %) головний біль, вертиго, зміни настрою, міоз (при застосуванні високих доз — мідріаз), диплопія, тремор, підвищення внутрішньочерепного тиску, зміни настрою; рідко (менше 0,1 %) галюцинації, депресія, зниження лібідо; у дітей — судоми; при передозуванні — ригідність м'язів, ейфорія, коматозний стан, пригнічення дихального центру.
- З боку серцево-судинної системи — часто (1–10 %) ортостатична гіпотензія; нечасто (0,1–1 %) порушення ритму серця, бради- або тахікардія.
- Зміни в лабораторних аналізах — нечасто підвищення рівня активності амінотрансфераз.

При тривалому застосуванні тримеперидину можлива фізична залежність від препарату та звикання.

## Протипокази
Тримеперидин протипоказаний при підвищеній чутливості до препарату, при загальному виснаженні, при алкогольній інтоксикації, пригніченні дихання, при одночасному лікуванні інгібіторами моноаміноксидази, дітям до 2 років та хворим старшим 65 років. З обережністю препарат застосовується при вагітності та годуванні грудьми.

## Форми випуску
Тримеперидин випускається у вигляді таблеток по 0,025 г, ампулах по 1 мл 1 та 2 % розчину, і шприц-тюбиках по 1 мл 2 % розчину.

## Немедичне застосування
Тримеперидин може застосовуватись хворими опійною наркоманією для заміни героїну або іншого наркотику. Оскільки тримеперидин легко розчиняється у воді, то цей факт значно полегшує його використання як наркотичного середника. Препарат так само, як і інші наркотичні засоби, викликає фізичну залежність та ейфорію. Тримеперидин має менше побічних ефектів, ніж морфін, і його можна придбати в аптеках. Хворі наркоманією часто застосовують тримеперидин замість основного наркотику за його відсутності.